# Robert Dienst
Robert Dienst (Viena, 1 de março de 1928 — 13 de junho de 2000) foi um futebolista austríaco que atuava como atacante.

## Carreira
Robert Dienst competiu na Copa do Mundo FIFA de 1954, sediada na Suíça, na qual a seleção de seu país terminou na terceira colocação dentre os 16 participantes, foi um dos jogadores que enfrentou o Atlético durante a excursão atleticana à Europa para disputar o Torneio de Inverno, atuando pelo Rapid Viena no inverno de 1950.

## Estatísticas

### Clubes
| Equipe            | Temporada         | Campeonato nacional | Campeonato nacional | Copa nacional | Copa nacional | Competições continentais | Competições continentais | Total | Total |
| Equipe            | Temporada         | Jogos               | Gols                | Jogos         | Gols          | Jogos                    | Gols                     | Jogos | Gols  |
| ----------------- | ----------------- | ------------------- | ------------------- | ------------- | ------------- | ------------------------ | ------------------------ | ----- | ----- |
| Floridsdorfer     | 1943–44           | 4                   | 1                   | –             | –             | –                        | –                        | 4     | 1     |
| Floridsdorfer     | 1945–46           | 1                   | 0                   | 2             | 1             | –                        | –                        | 3     | 1     |
| Floridsdorfer     | 1946–47           | 1                   | 0                   | 1             | 0             | –                        | –                        | 2     | 0     |
| Floridsdorfer     | 1947–48           | 18                  | 1                   | –             | –             | –                        | –                        | 18    | 1     |
| Floridsdorfer     | 1948–49           | 7                   | 4                   | –             | –             | –                        | –                        | 7     | 4     |
| Floridsdorfer     | Total             | 31                  | 6                   | 3             | 1             | –                        | –                        | 34    | 7     |
| Rapid Viena       | 1948–49           | 8                   | 12                  | 2             | 0             | –                        | –                        | 10    | 12    |
| Rapid Viena       | 1949–50           | 20                  | 19                  | –             | –             | –                        | –                        | 20    | 19    |
| Rapid Viena       | 1950–51           | 23                  | 37                  | –             | –             | –                        | –                        | 23    | 37    |
| Rapid Viena       | 1951–52           | 23                  | 18                  | –             | –             | –                        | –                        | 23    | 18    |
| Rapid Viena       | 1952–53           | 25                  | 29                  | –             | –             | –                        | –                        | 25    | 29    |
| Rapid Viena       | 1953–54           | 26                  | 25                  | –             | –             | –                        | –                        | 26    | 25    |
| Rapid Viena       | 1954–55           | 24                  | 29                  | –             | –             | –                        | –                        | 24    | 29    |
| Rapid Viena       | 1955–56           | 26                  | 17                  | –             | –             | 3                        | 1                        | 29    | 18    |
| Rapid Viena       | 1956–57           | 21                  | 32                  | –             | –             | 3                        | 1                        | 24    | 33    |
| Rapid Viena       | 1957–58           | 24                  | 30                  | –             | –             | 3                        | 2                        | 27    | 32    |
| Rapid Viena       | 1958–59           | 24                  | 28                  | 4             | 3             | –                        | –                        | 28    | 31    |
| Rapid Viena       | 1959–60           | 25                  | 25                  | 4             | 2             | –                        | –                        | 29    | 27    |
| Rapid Viena       | 1960–61           | 13                  | 6                   | 2             | 2             | 8                        | 3                        | 23    | 11    |
| Rapid Viena       | 1961–62           | 2                   | 0                   | –             | –             | 1                        | 0                        | 3     | 0     |
| Rapid Viena       | Total             | 284                 | 307                 | 12            | 7             | 18                       | 7                        | 314   | 321   |
| Schwechat         | 1961–62           | 11                  | 4                   | 3             | 3             | –                        | –                        | 14    | 7     |
| Schwechat         | Total             | 11                  | 4                   | 3             | 3             | –                        | –                        | 14    | 7     |
| Total na carreira | Total na carreira | 326                 | 317                 | 18            | 11            | 18                       | 7                        | 362   | 335   |

## Títulos
Rapid Viena
- Campeonato Austríaco: 1950–51, 1951–52, 1953–54, 1955–56, 1956–57, 1959–60
- Copa da Áustria: 1960–61
- Mitropa Cup: 1951

### Artilharias
- Campeonato Austríaco de 1950–51 (37 gols)
- Campeonato Austríaco de 1952–53 (30 gols)
- Campeonato Austríaco de 1953–54 (25 gols)
- Campeonato Austríaco de 1956–57 (32 gols)

### Recordes
- Maior artilheiro da história do Campeonato Austríaco (323 gols em 351 jogos)